# قلعة قريدان
قلعة قريدان، من القلاع الأثرية الواقعة في منطقة الاحساء.

## سمات القلعة
تقع القلعة على يمين طريق الاحساء، وهي قلعة منعزلة، وكان الغرض من انشائها أما حماية الطريق القديم المتجه إلى قطر، أو كنقطة رصد لمحاولات الاعتداء عل شرق الاحساء، وتعتبر إحدى القلاع الهامة التي كانت تشكل حزاماً أمنياً حول الاحساء.

## بناء القلعة
- اللبن
- الأحجار الكلسية
- التبن[2]

## انظر ايضاً
- الاحساء
- قلعة تاروت
- قصر صاهود
- قصر إبراهيم

## وصلات خارجية
- آثار الواحة.